# Always (니시노 카나의 노래)
〈Always〉(올웨이즈)는 일본의 여성 가수 니시노 카나의 19번째 싱글로, 2012년 11월 7일에 SME 레코드에서 발매되었다. 전작 〈GO FOR IT !!〉에서 약 5개월 만의 싱글이다.

## 수록곡
- 전체 작사: 니시노 카나

| #            | 제목                   | 재생 시간 |
| ------------ | ---------------------- | --------- |
| 1.           | 〈Always〉             | 5:18      |
| 2.           | 〈Happy Song〉         | 4:35      |
| 3.           | 〈Love you, Miss you〉 | 4:03      |
| 총 재생 시간 | 총 재생 시간           | 13:56     |

## 차트 성적
- 오리콘 싱글 차트: 주간 최고 6위